# Pachycnemia nigrescens
Pachycnemia nigrescens là một loài bướm đêm trong họ Geometridae.